# Lipsk (gemeente)
De gemeente Lipsk is een stad- en landgemeente in het Poolse woiwodschap Podlachië, in powiat Augustowski.
De zetel van de gemeente is in Lipsk.
Op 30 juni 2004 telde de gemeente 5724 inwoners.

## Oppervlakte gegevens
In 2002 bedroeg de totale oppervlakte van gemeente Lipsk 184,42 km², waarvan:
- agrarisch gebied: 64%
- bossen: 22%

De gemeente beslaat 11,12% van de totale oppervlakte van de powiat.

## Demografie
Stand op 30 juni 2004:
| Omschrijving                   | Totaal | Totaal | Vrouwen | Vrouwen | Mannen | Mannen |
| ------------------------------ | ------ | ------ | ------- | ------- | ------ | ------ |
| eenheid                        | aantal | %      | aantal  | %       | aantal | %      |
| inwoners                       | 5724   | 100    | 2909    | 50,8    | 2815   | 49,2   |
| bevolkingsdichtheid (inw./km²) | 31     | 31     | 15,8    | 15,8    | 15,3   | 15,3   |

In 2002 bedroeg het gemiddelde inkomen per inwoner 1269,32 zł.

## Plaatsen
Bartniki (wraz z koloniami), Dolinczany (Stare en Nowe), Dulkowszczyzna, Jaczniki, Jałowo, Jasionowo, Kolonie Lipsk, Kopczany, Krasne, Kurianka, Lichosielce, Lipsk Murowany, Lubinowo, Lipszczany, Nowe Leśne Bohatery, Nowy Lipsk, Nowy Rogożyn, Podwołkuszne, Rakowicze. Rogożynek, Rygałówka, Siółko, Skieblewo, Sołojewszczyzna, Stare Leśne Bohatery, Starożyńce, Stary Rogożyn, Wołkusz, Wyżarne, Żabickie

## Aangrenzende gemeenten
Dąbrowa Białostocka, Nowy Dwór, Płaska, Sztabin. De gemeente grenst aan Wit-Rusland.